# Phil Leeds
Phil Leeds (6 de abril de 1916 – 16 de agosto de 1998) fue un actor de carácter estadounidense. Es mejor conocido por aparecer en muchas películas y series de televisión, incluidas apariciones especiales en The Dick Van Dyke Show, Maude, Friends, Barney Miller, The Golden Girls, Everybody Loves Raymond, Boy Meets World y más.

## Primeros años
Leeds nació el 6 de abril de 1916 en la ciudad de Nueva York, hijo de un empleado de correos. Criado en el Bronx, fue vendedor de maní durante algún tiempo cerca del Yankee Stadium y del Polo Grounds de Manhattan. Después de servir en el ejército estadounidense en la Segunda Guerra Mundial, comenzó su carrera en el entretenimiento.

## Carrera
Comenzó su carrera como comediante y luego apareció en varias películas y comedias, incluidas Rosemary's Baby, Beaches, All in the Family, Three's Company, Night Court, Wings, Ally McBeal, Everybody Loves Raymond, The Larry Sanders Show . en tres episodios como el agente de Hank Kingsley, Barney Miller. en siete episodios, incluido uno como un hombre que le propone al detective Fish, el coche 54, ¿dónde estás?, The Patty Duke Show, The Monkees, The Odd Couple, Happy Days, Friends, Roseanne como la compañera de trabajo y amante de Leon, Mad About You, The Dick Van Dyke Show, como el hermano tiburón de la piscina de Buddy Sorrell, The Golden Girls y Double Correr . Otros papeles incluyen aparecer como un espíritu amigable en la película Ghost de 1990, el episodio "Cuando tengo 64" de la serie de televisión ALF como Jack, uno de los residentes de una casa de retiro.
A los 80 años, apareció en el episodio de Halloween de Roseanne de 1996, "Satan, Darling", en el que Roseanne se ve arrastrada a una versión parodia de Rosemary's Baby (Leeds había interpretado al Dr. Shand en la película original de 1968). Su último papel fue una breve escena en Lost & Found (1999).

### Lista negra
Leeds estuvo en la lista negra durante la era McCarthy después de alegar el quinto cuando fue examinado por el Comité de Actividades Antiamericanas de la Cámara .

## Vida personal
Leeds estuvo casado con su colega actriz Toby Brandt durante 53 años (1934-1987) hasta su muerte. Leeds era judío

## Muerte
Leeds murió de neumonía el 16 de agosto de 1998 en el Centro Médico Cedars-Sinai de Los Ángeles a los 82 años. "Happy Trails", un episodio de Ally McBeal, presentó imágenes de sus apariciones anteriores en el programa, elogiando a su personaje.

## Filmografía
- Rosie (1960, TV pilot) as Rosie
- The Dick Van Dyke Show (1962, TV Series) as Blackie Sorrell
- The Monkees (1966, TV Series) as Bernie
- Rosemary's Baby (1968) as Dr. Shand
- Don't Drink the Water (1969) as Sam Blackwell
- The Odd Couple (1972) as Salty Pepper
- Maude (1973, TV Series) as Principal Fishman
- Mastermind (1976) as Israeli Agent #2
- Won Ton Ton, the Dog Who Saved Hollywood (1976) as Dog Catcher
- Silent Movie (1976) as Waiter (uncredited)
- Three's Company (1979) as Lyle Wormwold
- History of the World, Part I (1981) as Chief Monk for the Spanish Inquisition
- CBS Children's Mystery Theatre (1981, episode The Haunting of Harrington House) as Uncle Max
- Frankenstein's Great Aunt Tillie (1984) as Banker Schlockmocker
- Night Court (1984, TV Series) as Norm, God 2 and Arnold Koppelson
- Saturday the 14th Strikes Back (1988) as Leonard
- Beaches (1988) as Sammy Pinkers
- Cat Chaser (1989) as Jerry Shea
- Enemies, A Love Story (1989) as Pesheles
- Ghost (1990) as Emergency Room Ghost
- Coach (1990, TV Series) as Man
- He Said, She Said (1991) as Mr. Spepk
- Soapdish (1991) as Old Man
- Frankie and Johnny (1991) as Mr. DeLeon
- All I Want for Christmas (1991) as Mr. Feld
- Matlock (1993, TV Series) as Marty Willis
- Clean Slate (1994) as Landlord
- The Larry Sanders Show (1994) as Sid Bessel, Hank's agent
- Double Rush (1995, TV series) as "The Kid"
- Two Much (1995) as The Lincoln Brigade
- Friends (1996) as Mr. Adelman
- Everybody Loves Raymond (1996-1998) as Uncle Mel
- Wings (1996, TV Series) as Lou
- Murphy Brown (1997, TV Series) as Old Man
- Krippendorf's Tribe (1998) as Dr. Harvey
- Lost & Found (1999) as Mr. Elderly Couple (final film role)
- Boy Meets World as Phil/Milton
- Barney Miller as Arthur Bloom
- Ally McBeal (1997 to 2002 TV Series) as Judge Happy Boyle